# Фаркаш, Михай
Михай Фаркаш (венг. Farkas Mihály; 18 июля 1904, Абауйсанто — 6 декабря 1965, Будапешт), он же Германн Лёви — венгерский коммунист еврейского происхождения, министр обороны ВНР в 1948—1953 годах. Один из организаторов массовых репрессий. Считался третьим лицом партийно-государственной иерархии после Матьяша Ракоши и Эрнё Герё. После падения режима Ракоши был привлечён к судебной ответственности, отбывал тюремное заключение.

## Ранняя биография
Происхождение Михая Фаркаша не вполне ясно, его отец неизвестен. Мать — еврейка Янка Лёви — работала горничной. При рождении он получил имя Германн Лёви.
В 1919 году перебрался в Чехословакию. Работал печатником в типографии, возглавлял организацию рабочей молодёжи. Проникся идеями коммунизма, вступил в чехословацкую компартию. Отличался радикализмом, был склонен к подпольной деятельности и политическому насилию. В 1925—1929 находился в тюрьме. После освобождения эмигрировал в СССР, служил в аппарате Коминтерна. Участвовал в испанской гражданской войне на стороне республиканцев.
Во время Второй мировой войны находился в СССР. Вместе с Матьяшем Ракоши и Эрнё Герё состоял в заграничном бюро ЦК Компартии Венгрии (КПВ). В ноябре 1944 года прибыл в Венгрию, на территорию, контролируемую советскими войсками. Участвовал в деятельности временного правительства в Дебрецене. Сменил имя на венгерское — Михай Фаркаш.

## В партийно-государственном руководстве
В мае 1945 года Михай Фаркаш был кооптирован в ЦК реорганизованной КПВ. На следующий год стал заместителем генерального секретаря Ракоши. Курировал партийные отделы по силовым структурам, кадровой политике, финансам и информации.
В качестве партийного куратора армии и полиции Михай Фаркаш активно участвовал в создании Управления по защите государства (полицейское подразделение AVO), с 1948 — Управления госбезопасности (AVH) и массовых репрессиях. Занимал пост госсекретаря МВД, возглавляемого коммунистом Ласло Райком.
В 1948 году Фаркаш вошёл в руководство правящей Венгерской партии трудящихся (ВПТ), созданной после поглощения коммунистами Социал-демократической партии.
9 сентября 1948 Михай Фаркаш был назначен министром обороны. Получил воинское звание генерал-полковника, а с 1950 — генерала армии. Организовывал политические репрессии в армии, проводил жёсткую чистку командного состава. Принял активное участие в отстранении, аресте, осуждении и казни Ласло Райка. После этого выдвинулся на третью позицию в партийно-государственной иерархии, после Ракоши и Герё. Выступал активным проводником сталинистского курса.

## Падение. Суд и тюрьма

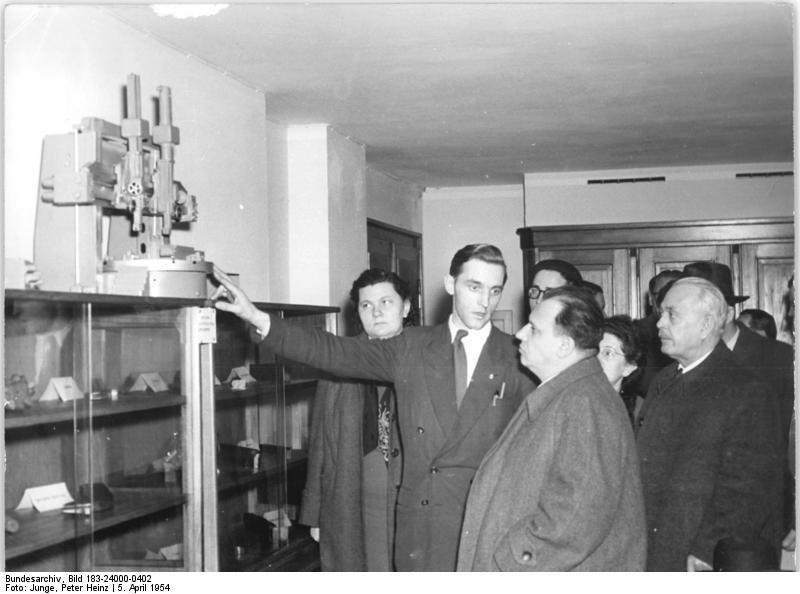
Михай Фаркаш (на переднем плане) и Шандор Ронаи во время IV съезда СЕПГ в Восточном Берлине, 5 апреля 1954 года.

Позиции Михая Фаркаша оказались ощутимо подорваны после смерти Сталина. Уже в 1953 году Фаркаш оставил пост министра обороны, на следующий год был выведен из состава Политбюро ЦК ВПТ. Однако он оставался членом партийного руководства — возглавлял отдел ЦК по агитации и пропаганде. Выступал с позиций сталинизма и ракошизма, против реформаторской политики Имре Надя. В апреле 1955 Фаркаш был выведен из секретариата ЦК и направлен на учёбу в советской военной академии.
В марте 1956 года специальная комиссия ЦК приступила к расследованию «нарушений социалистической законности» со стороны Михая Фаркаша. Три месяца спустя комиссия исключила Фаркаша из ВПТ и лишила генеральского звания. 12 октября 1956 Фаркаш был арестован.
Судебный процесс предполагалось проводить в закрытом режиме, что вызвало возмущение общественности, особенно студентов. Требование открытого процесса стало одним из лозунгов студенческой демонстрации 23 октября 1956, положившей начало антикоммунистическому Венгерскому восстанию.
23 марта 1957, уже при правлении Яноша Кадара, суд признал Михая Фаркаша виновным в массовых репрессиях и приговорил к 6 годам тюрьмы. 19 апреля срок заключения был продлён до 16 лет.

## Последние годы. Смерть
Михай Фаркаш отбыл в заключении менее пяти лет и был освобождён уже в 1961. В последние годы жизни работал в издательстве, занимался переводами, читал лекции. Подчёркивал неизменность своих коммунистических взглядов, оправдывал режим Ракоши, отрицал собственную виновность.
Руководство правящей ВСРП относилось к Фаркашу негативно, не допускало к политике, ограничивало в поощрениях за продуктивную работу в издательстве. Это способствовало развившейся депрессии. Существует версия о самоубийстве Фаркаша, но официально она не подтверждалась.
Скончался Михай Фаркаш в возрасте 61 года.

## Семья
Жена Михая Фаркаша — Регина Лёви — была словацкой коммунистической активисткой. В 1929 году под тяжёлым впечатлением от политических неудач и развода с мужем она совершила неудачную попытку суицида. Впоследствии перебралась во Францию, состояла в ФКП.
Владимир Фаркаш, сын Михая Фаркаша, был полковником госбезопасности, ближайшим сподвижником Габора Петера. Подобно своему отцу и своему начальнику, Владимир Фаркаш был осуждён за участие в репрессиях.